# William Cunliffe Brooks
Pour les articles homonymes, voir Brooks.
William Cunliffe Brooks (30 septembre 1819 - 9 juin 1900) est un avocat, banquier et homme politique conservateur anglais qui siège à la Chambre des communes entre 1869 et 1892.

## Biographie
Brooks est le fils de Samuel Brooks (industriel) (en), un banquier de Manchester et de sa femme Margaret Hall, fille de Thomas Hall . Après ses études à Rugby et au St John's College de Cambridge, il est admis au barreau d'Inner Temple en 1847 . Il plaide sur le circuit nord jusqu'à la mort de son père en 1864, lorsqu'il est devenu l'unique associé de Cunliffe Brooks and Co, Manchester. Il ouvre Brooks and Co., 81 Lombard Street, Londres. Il est juge de paix pour Lancashire, Cheshire et Manchester, et lieutenant adjoint pour Lancashire et Aberdeen. Sa résidence principale pendant la majeure partie de cette période est Barlow Hall, Chorlton-cum-Hardy.
En 1869, Brooks est élu lors d'une élection partielle comme député conservateur pour East Cheshire. Il occupe le siège jusqu'à ce qu'il soit divisé lors du redécoupage électoral de 1885, et aux élections générales de 1885, il se présente en vain dans la nouvelle circonscription de Macclesfield . Le titre de baronnet lui est conféré le 4 mars 1886 . Aux élections de 1886, il est élu député d'Altrincham, occupant le siège jusqu'aux élections générales de 1892 . De 1889 à 1892 il est Président de la  Lancashire and Cheshire Antiquarian Society.
Il est un bienfaiteur notable de Sale, Cheshire; Hale, Grand Manchester ; et Chorlton-cum-Hardy ,. Il a une influence majeure sur le domaine de Glen Tanar, près d'Aboyne dans l'Aberdeenshire. Au début, il loue le domaine à Charles Gordon (11e marquis de Huntly), qui épouse sa fille aînée. Il achète ensuite le domaine en 1890. Il fournit de l'argent à Glen Tanar, en construisant une grande maison, des chalets pour les travailleurs du domaine, une école, des écuries et des chenils. Il installe également de nombreuses pierres sculptées et monuments commémoratifs dans la campagne environnante, dont beaucoup font des références ludiques à son nom ou célèbrent les vertus de l'eau potable plutôt que de l'alcool .
Brooks est décédé à Glen Tana (comme il préférait épeler le nom) à l'âge de 80 ans.

## Famille
Brooks épouse Jane Elizabeth Orrell, fille de Ralph Orrell en 1842. Ils n'ont pas de fils mais deux filles  (d'autres enfants sont morts en bas âge) . Leur fille aînée, Amy, épouse Charles Gordon, 11e marquis de Huntly. Leur deuxième fille, Edith, épouse Lord Francis Horace Pierrepont Cecil, deuxième fils de William Cecil (3e marquis d'Exeter).
Après la mort de sa femme, Brooks épouse en 1879 Jane Davidson (1852-1946), fille du lieutenant-colonel David Davidson KCB de Haddington, East Lothian ,.